# Liste der Stolpersteine in Wäschenbeuren
In der Liste der Stolpersteine in Wäschenbeuren sind
beide
Stolpersteine aufgeführt, die in Wäschenbeuren, einer Gemeinde im Landkreis Göppingen in Baden-Württemberg, im Rahmen des Projekts des Künstlers Gunter Demnig verlegt wurden. Mit ihnen soll an Opfer des Nationalsozialismus erinnert werden, die in Wäschenbeuren lebten und wirkten. Auf Betreiben der Initiative Stolpersteine Göppingen wurden die beiden Stolpersteine am 10. Juli 2020 im Beisein von Nachkommen der Familie Löwenthal durch Gunter Demnig gesetzt.

## Stolpersteine in Wäschenbeuren
Die Tabelle ist teilweise sortierbar; die Grundsortierung erfolgt alphabetisch nach dem Verlegeort. Zusammengefasste Adressen von Verlegeorten zeigen an, dass mehrere Stolpersteine an einem Ort verlegt wurden. Die Spalte Person, Inschrift kann nach dem Namen der Person alphabetisch sortiert werden.
| Bild | Person, Inschrift                                                                              | Verlegeort         | Verlege- datum | Information                                          |
| ---- | ---------------------------------------------------------------------------------------------- | ------------------ | -------------- | ---------------------------------------------------- |
|      | HIER WOHNTE EDUARD LÖWENTHAL JG. 1899 VERHAFTET 27.6.1938 DACHAU BUCHENWALD ERMORDET 20.1.1941 | Seestraße 6 (Lage) | 10. Juli 2020  | Zu Eduard Löwenthal existiert eine Opferbiografie.   |
|      | HIER WOHNTE THERESIA LÖWENTHAL GEB. DEIBELE JG. 1899 AUSGEGRENZT/DRANGSALIERT ÜBERLEBT         | Seestraße 6 (Lage) | 10. Juli 2020  | Zu Theresia Löwenthal existiert eine Opferbiografie. |